# Томас Галвес
Томас Крістіан Галвес (фін. Tomas Kristian Galvez, нар. 28 січня 2005, Лондон, Велика Британія) — фінський футболіст, фланговий захисник англійського клубу «Манчестер Сіті» та національної збірної Фінляндії.
На правах оренди грає в австрійському клубі ЛАСК.

## Біографія
Томас Галвес народився у Лондоні в родині іспанця та фінки.

## Ігрова кар'єра

### Клубна
Томас Галвес є вихованцем футбольної школи англійського клубу «Вотфорд». У 2021 році футболіст перейшов до клубної академії «Манчестер Сіті», а в липні 2022 року підписав з клубом перший професійний контракт на два роки.
У серпні 2024 року Галвес відбув в оренду в австрійський ЛАСК до кінця сезону.

### Збірна
Народжений в Англії, Галвес міг також виступати за збірну Іспанії але він брав на міжнародній арені Фінляндію. З 2019 року Томас захищав кольори юнацьких та молодіжної збірної Фінляндії.
9 січня 2023 року у свої неповні 18 років Томас Галвес дебютував у складі національної збірної Фінляндії у товариському матчі проти команди Швеції. Також восени 2023 року футболіст брав участь у матчах відбору до Євро - 2024.

## Титули
Індивідуальні
- Кращий молодий гравець року у Фінляндії: 2023[7]